# 132. вечити дерби у фудбалу
132. вечити дерби у фудбалу је фудбалска утакмица одиграна у Београду 1. марта 2008. године, између Црвене звезде и Партизана. Утакмица се завршила резултатом 4 : 1 (2 : 1) за Црвену звезду.